# Худорожков, Сергей Павлович
Сергей Павлович Худорожков (2 января 1962, Пермь, СССР) — советский и российский футболист, полузащитник. Мастер спорта. Обладатель Кубка РСФСР 1987 года.

## Карьера
Воспитанник пермской школы «Прикамье». Первый тренер Борис Баранов, тренер А. Н. Лыков. В 15 лет Худорожков на зональном турнире первенства СССР среди юношей в Кургане был признан лучшим полузащитником и был принят в ленинградский спортинтернат. Выступал за команду «Светлана» в первенстве города и в 1979 году был приглашён в дубль «Зенита» к Павлу Садырину. Состоял в ВЛКСМ.
В 1980 году Худорожков провёл два матча в чемпионате страны — 26 июня вышел в гостевом матче с донецким «Шахтёром» при счёте 2:5 в пользу хозяев на 81 минуте, а 1 июля сыграл первые 23 минуты в гостях с «Локомотивом» Москва. Весной 1981 Худорожкова за нарушение спортивного режима и конфликт с одним из тренеров отчислили из «Зенита» и дисквалифицировали на год. До конца года он тренировался со «Светланой», а в 1982 году был приглашён тренером Геннадием Бондаренко в «Звезду» Пермь.
В январе 1987 года Худорожков прошёл неудачный просмотр в московском «Спартаке» у Константина Бескова, а через два года был приглашён в вышедший в высшую лигу «Ротор» Петром Шубиным, работавшим прежде у Бескова. Худорожков сыграл за команду пять матчей, но пришедший новый главный тренер Александр Севидов и небольшая травма вынудили его вернуться в Пермь. В итоге за «Звезду» провёл в первенствах страны 428 матчей, забил 81 мяч (по другим данным — 430 матчей, 87 мячей).
В 1995 году перешёл в «Амкар», за который играл три года. Последним профессиональным клубом стало «Динамо» Пермь в 1998 году.

## Семья
Сыновья Андрей (1984) и Сергей (1985) — футбольные арбитры.